# Eighteen
Eighteen es una película canadiense del año 2005 dirigida por Richard Bell, y protagonizada por Paul Anthony, Brendan Fletcher, Clarence Sponagle, Mark Hildreth.

## Sinopsis
Por su 18 cumpleaños, Pip recibe unas cintas grabadas por su abuelo que narran sus experiencias como soldado aliado durante la Segunda Guerra Mundial.

## Reparto
- Paul Anthony como Pip.
- Brendan Fletcher como Jason Anders.
- Clarence Sponagle como Clark.
- Mark Hildreth como Phillip Macauley.
- Carly Pope como Jenny.
- Ian McKellen como Jason Anders (voz).
- Alan Cumming como El padre de Chris.

- Datos: Q5349045